# مزيونة الحمر
مزيونة الحمر قرية سوريّة تتبع إداريّاً لمحافظة حلب منطقة منبج ناحية خفسة، بلغ تعداد سكانها (201) نسمة حسب التعداد السكاني لعام 2004.